# Sukey Cameron
Sukey Elizabeth Cameron (nacida en 1959 en Puerto San Carlos, isla Soledad) es una política de las islas Malvinas, actual representante del gobierno del territorio británico de ultramar de las islas ante el Reino Unido en Londres.

## Biografía
Cameron nació en las islas Malvinas hacia 1959 y creció en la granja familiar de Puerto San Carlos, que fue dirigido por su padre Norman hasta que se retiró en 1965. El abuelo materno de Sukey, Herbert Henniker Heaton, fue gobernador colonial británico de las islas entre 1935 y 1941. Tiene tres hermanos, que también han trabajado para el gobierno del territorio.
Educada en las islas y en el Reino Unido, fue Secretaria Ejecutiva de la Asociación de las Islas Malvinas en Londres entre 1979 y 1982. Su primer cargo político lo tuvo a los 22 años de edad. Luego realizó tareas administrativas y de gestión en la delegación del gobierno de las islas desde 1983. En junio de 1990 fue nombrada representante oficial del gobierno del territorio de ultramar ante el Reino Unido, reemplazando a su hermano Alastair fallecido en un accidente de tránsito, permaneciendo en el cargo hasta la actualidad. 
En 2003 fue nombrada miembro de la Orden del Imperio británico por sus servicios a las islas.
El 25 de septiembre de 1981 realizó una petición en el número 10 de Downing Street, residencia oficial del primer ministro del Reino Unido, para pedir la ciudadanía británica completa para los malvinenses.
Entre sus actividades como representante, organiza conferencias, exposiciones y visitas a las islas de miembros del Parlamento Británico y de otros políticos para mostrar y buscar apoyo al punto de vista del Reino Unido en la disputa de soberanía con la Argentina. También ha organizado visitas a las islas de la realiza británica.
Entre 2009 y 2010 fue presidente de la Junta General de Asociación de los Territorios de Ultramar del Reino Unido, siendo elegida nuevamente el 13 de febrero de 2015.